# Jujubinus mabelae
Jujubinus mabelae is een slakkensoort uit de familie van de Trochidae. De wetenschappelijke naam van de soort is voor het eerst geldig gepubliceerd in 2009 door Rolán & Swinnen.